# The Devil in Miss Jones
The Devil in Miss Jones és una pel·lícula pornogràfica de 1973, escrita, dirigida i produïda per Gerard Damiano i protagonitzada per Georgina Spelvin i Harry Reems. És àmpliament considerada com una pel·lícula per a adults clàssica, estrenada durant l'Edat d'Or del Porno (1969–1984). Després del seu èxit el 1972 amb Deep Throat, Damiano va rodar la pel·lícula en una planta d'envasament de pomes reconvertida a Milanville (Pennsylvania). Juntament amb Deep Throat i Behind the Green Door, la pel·lícula està associada a una època de la cultura nord-americana coneguda com "porno chic", en què les pel·lícules eròtiques per a adults tot just començaven a estrenar-se àmpliament, discutides públicament per celebritats (com Johnny Carson i Bob Hope) i presa seriosament per crítics de cinema (com Roger Ebert). L'argument de la pel·lícula es va inspirar en l'obra de teatre de 1944 Huis Clos del filòsof francès Jean-Paul Sartre. The Devil in Miss Jones va generar nombrosos remakes i seqüeles.
Com passa amb moltes pel·lícules de l'Edat d'Or del porno, l'estatus dels drets d'autor de The Devil in Miss Jones no està resolt. Reclamacions de drets d'autor de VCX; el distribuïdor rival Arrow Productions va distribuir còpies no autoritzades de la pel·lícula durant un temps abans del 2009, quan (com a part d'una treva mútua entre les companyies) Arrow va acceptar la reclamació de drets d'autor de VCX a canvi de no desafiar la reclamació de drets d'autor d'Arrow a "Deep Throat".

## Trama
Justine Jones, una soltera solitària i deprimida, decideix que el suïcidi és l'única sortida de la seva existència habitualment avorrida. Es talla els canells amb una fulla d'afaitar mentre es banya i mor.
L'àngel Abaca (John Clemens) informa a Jones que encara que ha viscut una vida "pura", el seu suïcidi l'ha desqualificat per entrar al Cel, i ha de passar l'eternitat al Limbo. Enfadat que la seva única indiscreció l'hagi deixat només amb les opcions de Limbo o Infern, Jones demana a Abaca que li deixi "guanyar-se" el seu lloc a l'infern en permetre'ls tornar a la Terra i convertir-se en l'encarnació de la Luxúria. Després d'una intensa sessió de dolor i plaer amb un home amenaçador que només s'anomena "El Mestre" (Harry Reems), Justine té diverses trobades estranyes i sexualment desviades, l'última de les quals és un trio.
De la mateixa manera que Jones està gaudint de la seva nova vida de luxúria, s'acaba el temps que se li dona per realitzar-se i s'enfronta a l'eternitat a l'infern. Tot i que al principi està horroritzada pel dolor que es veurà obligada a suportar, l'Abaca dissipa el mite humà comú de l'infern i li promet a Jones que estarà "bastant còmoda". Ara, una addicta al sexe furiosa, Jones es troba confinada a una petita habitació amb un home impotent que està més interessat a atrapar mosques que en ella. She desperately begs the man for sex, but he merely asks her to be quiet while he listens for the buzzing of the insects.

## Repartiment
- Georgina Spelvin - Justine Jones
- John Clemens - Abaca
- Harry Reems - El Mstre (com Harry Reams)
- Marc Stevens - Segon noi amb Justine (com Mark Stevens)
- Levi Richards - Tercer noi amb Justine (com Rick Livermore)
- Judith Hamilton - Primera noia amb Justine (com Claire Lumiere)
- Sue Flaken - Segona noia amb Justine
- Gerard Damiano - Home a la cel·la (com Albert Gork)

## Georgina Spelvin
Spelvin tenia 36 anys quan va fer la pel·lícula. The Devil in Miss Jonesva ser una de les seves primeres aparicions com a actriu després d'una carrera com a noia del cor a Broadway, on va aparèixer en produccions com Cabaret, Guys and Dolls, Sweet Charity, i The Pajama Game.
El seu paper a The Devil In Miss Jones va ser típic de la seva carrera, ja que sovint interpretava solteres célibes que tenen un despertar sexual, i després esdevenen dimonis sexuals (per exemple, "Slenyhead"). També té un final tràgic en algunes de les seves altres pel·lícules. La pel·lícula va marcar la primera vegada que va utilitzar el sobrenom de Georgina Spelvin, una referència a George Spelvin, un nom artístic tradicional utilitzat per amagar un la identitat de l'intèrpret, per diferents motius. Segons la seva entrevista a Dave's Old Porn, Spelvin també va fer els serveis d'artesania i cuinar al plató. L'actriu va anunciar a la pel·lícula que Claire Lumiere va ser contractada només per fer serveis d'artesania, però li van oferir 100 dòlars per fer una escena lèsbica amb Spelvin, que va acceptar.
En una entrevista d'àudio amb The Rialto Report el 2013, Spelvin va parlar de com ella i Lumiere eren amants en aquell moment i van acceptar el treball de cinema per a adults com un mitjà per recaptar diners per la seva pel·lícula col·lectiva.

## Taquilla
La MPAA va donar a la pel·lícula una classificació X i es va estrenar al 57th Street Playhouse de la ciutat de Nova York. A molts cinemes es va mostrar després de Deep Throat com a part d'una doble cartellera. "The Devil In Miss Jones" va batre el rècord de taquilla d'una pel·lícula pornogràfica Va tenir més èxit comercial que tant Deep Throat com Behind the Green Door, i va competir amb èxit contra pel·lícules populars. Va guanyar 15 milions de dòlars en taquilla als EUA, convertint-se en la desena pel·lícula amb més èxit de l'any 1973, just darrere de Lluna de paper amb Ryan O'Neal i  Viu i deixa morir  amb Roger Moore.

## Recepció crítica
Igual que amb les altres pel·lícules de l'era del porno chic, va ser revisada pels crítics de cinema dels diaris principals. La ressenya de la pel·lícula a Variety va dir: "Amb The Devil in Miss Jones, el porno dur s'acosta a una forma d'art, que els crítics poden tenir dificultats per ignorar en el futur", i va comparar la seva trama amb Huis Clos de Jean-Paul Sartre. La ressenya va continuar dient: "Damiano ha dissenyat expertament un melodrama estrany", i va descriure l'escena inicial com "una seqüència tan eficaç que destacaria en qualsevol llargmetratge cinematogràfic legítim". Va acabar afirmant: "Reservar una pel·lícula d'aquesta qualitat tècnica en una casa sexual estàndard equival a llençar-la a les escombraries de la tarifa més actual del porno dur"
Segons Peter Michelson, hi ha "un corpus relativament petit de pel·lícules [pornogràfiques], p. ex., Deep Throat, Devil in Miss Jones, Behind the Green Door  - que tenen un interès artístic mínim però suficient per distingir-se de la resta del gènere".
Altres crítics l'han descrit com, juntament amb  Deep Throat , una de les "dues millors pel·lícules eròtiques mai fetes". Roger Ebert no va donar cap estrella a Deep Throat, però va descriure The Devil in Miss Jones com el millor" del gènere que havia vist i li va donar tres estrelles de quatre possibles. Va escriure que els valors relativament alts de la producció i la narració van ser en part el motiu de la seva crítica positiva, però que l'actuació de Spelvin va ser el principal atractiu: "ella no sols és la millor, sinó possiblement l'única actriu en el camp dur. Amb això vull dir que quan està a la pantalla, el seu cos i les seves accions no són els únics motius pels quals la mirem. Sola entre les estrelles del porno, no sembla mai explotada." Gene Siskel del Chicago Tribune també va donar a la pel·lícula tres estrelles de quatre i l'anomenava "un tall per sobre de la mitjana, i això explica per què ha fet negocis sensacionals a New York i Los Angeles. Té una història. Està ben fotografiada. Té un personatge central que té una mica de sentit." Vincent Canby de The New York Times va ser negatiu i la va anomenar "una nova pel·lícula porno ridícula... que molta gent, que hauria d'haver conegut millor, sembla haver estat enganyat per trobar una pel·lícula innovadora." Charles Champlin de Los Angeles Times va escriure que la pel·lícula el va deixar "perdut de saber com revisar-la. Té una competència cinematogràfica a la qual li manca 'Deep Throat'. i també té pretensions d'argument. Però l'argument no deixa de ser un embolcall per la gimnàstica, l'atractiu és per al públic dur i tens la sensació que el que cal no és un repàs sinó una segona opinió de Masters & Johnson o qualsevol fisiòleg competent."
William Friedkin l'ha qualificat de "gran pel·lícula", en part perquè era una de les poques pel·lícules porno amb una història adequada. Va ser una de les primeres pel·lícules que es va incorporar al membres del Saló de la Fama de XRCO.

## Banda sonora
El tema de la pel·lícula va ser "I'm Comin' Home", cantat per Linda November.
Els diàlegs va ser molt samplejat en una cançó anomenada "The Teacher" pel grup electrònic Wave Mechanics el 1991 al segell Oh'Zone, el segell que va llançar per primera vegada el clàssic de l'acid house "Chime" dels pioners britànics de la música electrònica Orbital abans que es convertís en un èxit al Regne Unit 

## Seqüeles i remakes
El 2006, VCX va emprar Media Blasters per remasteritzar digitalment la pel·lícula de la pel·lícula original de 35 mm en un conjunt de 2 discs "Definitive Collectors Edition" en DVD. Aquesta darrera revisió s'ha tornat a empaquetar i suposadament té la millor qualitat d'imatge i àudio de qualsevol versió original de Devil In Miss Jones. Els DVD contenen la funció remasteritzada, comentaris d'àudio amb el director Gerard Damiano, una llarga entrevista en profunditat amb Georgina Spelvin, el tràiler original, la versió de TV per cable i una galeria de fotos.